# Алюзия
Алюзия (на латински: allusio, означаващо „шега, намек“) е стилистически и реторически обрат, (вид троп) с предназначение да породи впечатление или идея, не чрез пряко изразяване, а по асоциативен (заобиколен) път. В този смисъл алюзията е загатване за историческо събитие, литературно произведение или литературен герой. Може да се срещне в историята, митологията, литературата.
Алюзиите се срещат във всички жанрове и често са свързани с игра на думи. Те присъстват най-вече в сатирата, мадригала и епиграмата. Един от майсторите на алюзията е Волтер.